# Andreas Xanthos

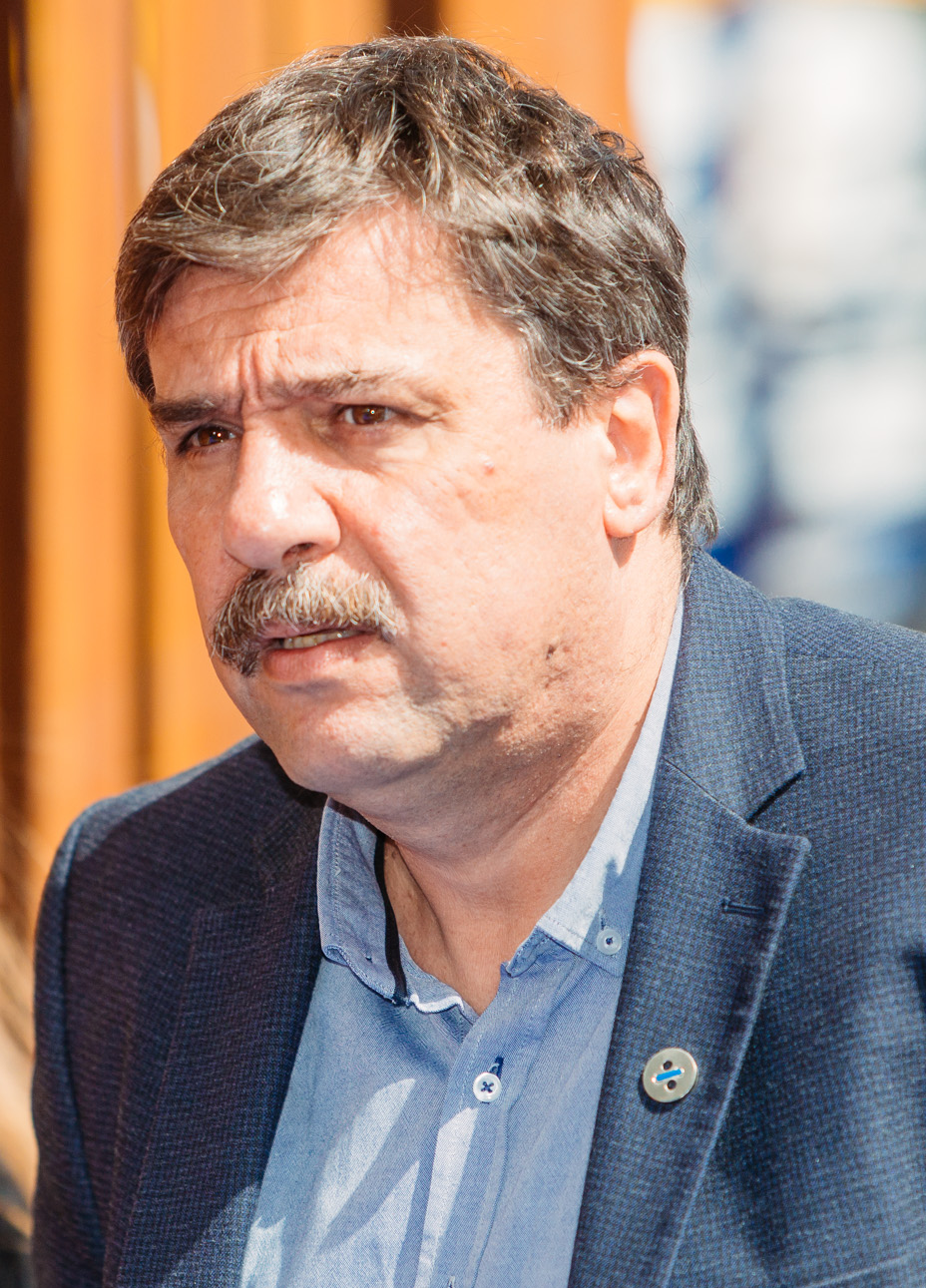
Andreas Xanthos (2017)

Andreas Xanthos (* 11. August 1960 in Rethymno) ist ein griechischer Politiker der Partei SYRIZA und ehemaliger Gesundheitsminister Griechenlands.

## Politische Laufbahn
Er war vom 23. September 2015 bis zum 9. Juli 2019 Minister für Gesundheit im Kabinett Alexis Tsipras II und ist seit dem gesundheitspolitischer Sprecher von SYRIZA im griechischen Parlament.
Er ist verheiratet und von Beruf Arzt.